# De onschuld verdween
De onschuld verdween is een hoorspel van Aileen Burke en Leone Stewart. Het werd onder de titel Bild der Unschuld in 1979 door de Süddeutscher Rundfunk uitgezonden. Eerder werd het vertaald door Johan Bennik (i.e. Jan van Ees) en door de NCRV uitgezonden op vrijdag 28 juli 1961. De regisseur was Wim Paauw. De uitzending duurde 47 minuten.

## Rolbezetting
- Dries Krijn (Albert Mostijn)
- Nel Snel (mevrouw Hodges)
- Corry van der Linden (Carol, haar dochtertje)
- Noortje Boerman (juffrouw Lucas)
- Dick Scheffer (Robert Ridgeway)
- Frans Somers (sir James Millington)
- Fé Sciarone (Avril, Lady Millington)
- Rien van Noppen (Canby)
- Tine Medema (mevrouw Desmond)
- Paul van der Lek (inspecteur Bright)

## Inhoud
Millington Manor, een oud Engels kasteel, kost alleen nog maar geld. De heer des huizes moet zijn deuren openen voor toeristen. Zijn beroemde galerij, tegen betaling te bezichtigen, belooft geld op te brengen, maar er komt ook een inbraak van. Een kostbaar schilderij wordt ontvreemd. Het was voor 50.000 pond verzekerd, en het was slechts een kopie! Waarom was het niettemin zo waardevol? En wie wist dat?